# María de Pablos Cerezo
María de Pablos Cerezo (Segovia, 8 de noviembre de 1904 - Madrid, 1 de noviembre de 1990) fue una pianista, compositora española y pionera como directora de orquesta. Fue la primera mujer en presentarse a unas oposiciones de composición y ganar con tan solo 23 años, el Primer Premio de Composición del Conservatorio, con un poema sinfónico propio titulado Castilla y Ave verum de carácter religioso. 

## Trayectoria
Sus padres eran Pablo de Pablos -funcionario de correos- y Manuela Cerezo. Empezó a estudiar en Segovia solfeo y piano hasta 1914 cuando toda su familia se trasladó a Madrid por motivos de trabajo de su padre. Allí continuó con clases de armonía y composición.
Siguiendo su formación, obtuvo la titulación en armonía, desde 1917 a 1921, y finalmente, composición. De 1917 a 1919 estudió acompañamiento de piano. 
Tuvo que vencer las reticencias de sus padres para estudiar música en el Conservatorio de Madrid, donde el 1 de julio de 1927, a los 23 años, obtuvo el primer Premio de Composición musical. Fue la única mujer admitida. Para el examen preparó el poema sinfónico Castilla y Ave verum de carácter religioso. Un año después, en 1928, avalada por músicos del prestigio de Conrado del Campo, Bordás, Pérez Casas, Villa o Bretón, María de Pablos se convirtió en la primera mujer que recibió una beca para la Academia de Bellas Artes de Roma. Para entonces, además de continuar con éxito sus estudios de música en el Conservatorio Superior de Madrid, ya tenía su plaza obtenida por oposición en el Cuerpo Auxiliar Femenino de Correos.  Fue la única mujer que se presentaba y logró la puntuación más alta, por encima de los concursantes masculinos. Tomó posesión de su beca en Roma el 1 de octubre de 1927, pero de inmediato surgieron complicaciones por el hecho de ser mujer explica su biógrafo Mariano Gómez de Caso.
En 1928, ganó la oposición para la plaza por música en la Real Academia de España en Roma. Viajó a Roma acompañada de su madre; allí, la exigencia evidente para los becarios de asistir a acontecimientos culturales choca con la prohibición de que las mujeres vayan solas por la calle a partir de una hora determinada. Su condición de pionera, para la que no estaba preparada la Academia de Bellas Artes de Roma, requirió luchar para que su diferencia se contemplara como derecho a la igualdad.
En Roma permaneció cuatro años, periodo en el que debía presentar al director de la Academia un cuarteto para cuerda, una composición religiosa, un poema sinfónico y un acto de ópera así como realizar estudios en distintos centros formativos de Roma.
En enero de 1929 compuso, a instancias de Miguel Blay, director del centro, un poema que tituló Roma. En mayo de este mismo año interpretó al piano su poema sinfónico Castilla ante profesores del conservatorio Santa Cecilia, críticos y periodistas italianos. También en ese mismo mes en la inauguración de la Casa de España en Roma ejecutó obras de Manuel de Falla: La danza de la molinera y la Danza del amor brujo. Presentó, cumpliendo con el programa de la Academia, su cuarteto Sonata Romántica, para dos violines, viola y chelo.
En 1929 durante las vacaciones de Navidad, presentó en Segovia su cuarteto para cuerda en la menor. La Sociedad Filarmónica organizó el concierto el 19 de diciembre de 1929, con el siguiente programa: estuvo a cargo del Cuarteto Rafael  formado por destacados profesores de la Orquesta Filarmónica de Madrid.  Siguió su obra 7 Canciones, para tiple, tenor y piano, que ella misma interpretó y finalizó con la canción Faunos, por estos mismos intérpretes más violín y violonchelo.
En los archivos de Santa María de Monserrato transcribió la música allí conservada deTomás Luis de Vitoria, que había sido organista y maestro de capilla en 1569.
Después de su formación en Roma se trasladó a París, donde estudió en la École Normale de Musique con Nadia Boulanger y Paul Dukas. Paul Dukas, la colmó de elogios. Acudió a los Actos Culturales que la Academia convocaba y asistió a un Concierto dado por la Orquesta de Nueva York dirigida por Toscanini. Nadia Boulanger, considerada una de las mejores pedagogas musicales del mundo, tuvo como discípulos a Zubin Mehta, Daniel Barenboim, Astor Piazzolla o Philip Glass además de María de Pablos.
Fue la primera mujer en dirigir una orquesta en los estudios de Unión Radio. En 1933 fue sustituta de Bartolomé Pérez Casas como profesora en el Conservatorio. En diciembre de 1934, con treinta años, compuso la que se supone su última obra, La cabrerilla, para cuatro voces mixtas, basada en un madrigal popular. Pocos meses después una dolencia cerebral la apartó de la composición y la dirección musical.
Tras la guerra civil, pidió el reingreso en el cuerpo de Correos al que se reincorporó en 1939 y regresó, en calidad de alumna, al Conservatorio madrileño en 1941, matriculándose en asignaturas como Folklore, Estética o Historia de la música. Sin embargo, fue ingresada en el Sanatorio Esquerdo de Carabanchel en los años 40 y permaneció allí como enferma crónica hasta su muerte el 1 de noviembre de 1990.

## Obras
- Ave Verum (1927), motete para voz solista, coro y orquesta.[9]
- Castilla (1927), poema sinfónico[9]
- La infanta Desdén (1928) ópera en un acto, con libreto de Luis Fernández Ardavín.
- Sonata Romántica (1929),
- Dos apuntes musicales españoles (1929-30),
- Siete canciones (1929-30),
- La cabrerilla (1934).

## Reconocimientos
- En abril de 2016, en Segovia, la calle Sargento Provisional pasó a denominarse calle María de Pablos Cerezo recuperando su memoria tras una votación popular en el barrio de Santa Eulalia.[10][11][12]
- En 2018 se celebró en Segovia la primera edición del Concurso Internacional de Composición María de Pablos orientado a reconocer el talento de compositoras musicales de todas las edades y nacionalidades y difundir su obra.[13][14]